# IC 5007
IC 5007 — галактика типу SBcd () у сузір'ї Мікроскоп.
Цей об'єкт міститься в оригінальній редакції індексного каталогу.